# Gasparia delli
Gasparia delli är en spindelart som först beskrevs av Forster 1955.  Gasparia delli ingår i släktet Gasparia och familjen Desidae. Inga underarter finns listade i Catalogue of Life.